# Високий фронтир: людські колонії в космосі
Високий фронтир: людські колонії в космосі (англ. The High Frontier: Human Colonies in Space) — книга Джерарда О'Ніла 1976 року, яка є дорожньою картою того, що США можуть зробити в космосі після програми «Аполлон». Книга розглядає різні варіанти космічних поселень і, зокрема, пропонує концепцію циліндрів О'Ніла. Книга суттєво вплинула як на подальші проєкти колонізації космосу, так і на уявлення майбутніх космічних поселень у масовій культурі. 

## Зміст
Автор передбачає великі космічні поселення в системі Земля-Місяць, особливо поблизу точок Лагранжа. Запропоновано три конструкції: Острів один (модифікована сфера Бернала), Острів два (також сфера) і Острів 3 (два циліндри О'Ніла). Вони будуть побудовані з використанням сировини з місячної поверхні (запущеної в космос за допомогою катапульти) і з навколоземних астероїдів. Космічні поселення повинні обертатися для створення штучної гравітації та освітлюватися й живитися від Сонця. Космічна сонячна енергетика запропонована як можлива галузь для забезпечення існування поселень.

## Впливи
Письменник-фантаст Чарльз Стросс написав критичне есе з подібною назвою про можливість міжзоряних космічних подорожей і практичного використання різних супутників і планет у Сонячній системі: «Високий фронтир: Redux». Критичні зауваження Стросса не стосуються безпосередньо документа О'Ніла «Високий кордон» про колонізацію міжпланетного простору.

## У масовій культурі
Багато концепцій, запропонованих у «Високому фронтирі», можна побачити в ранніх серіях аніме-франшизи Mobile Suit Gundam, яка зображує світ, з якого люди мігрували в космічні колонії. Конструкцію циліндрів О'Ніла часто зображують майже в незмінному вигляді, як-от у «Поліценавтах». Головна космічна станція в популярному серіалі «Вавилон-5» схожа на циліндр О'Ніла, але з внутрішнім освітленням, яке замінює вікна та дзеркала.

## Нагороди
У 1977 році книга отримала премію Фі Бета Капа в галузі науки.

## Ілюстрації
У книзі були представлені ілюстрації космічних поселень роботи кількох художників, зокрема Дона Девіса, Ріка Гідіса та Чеслі Боунстела.

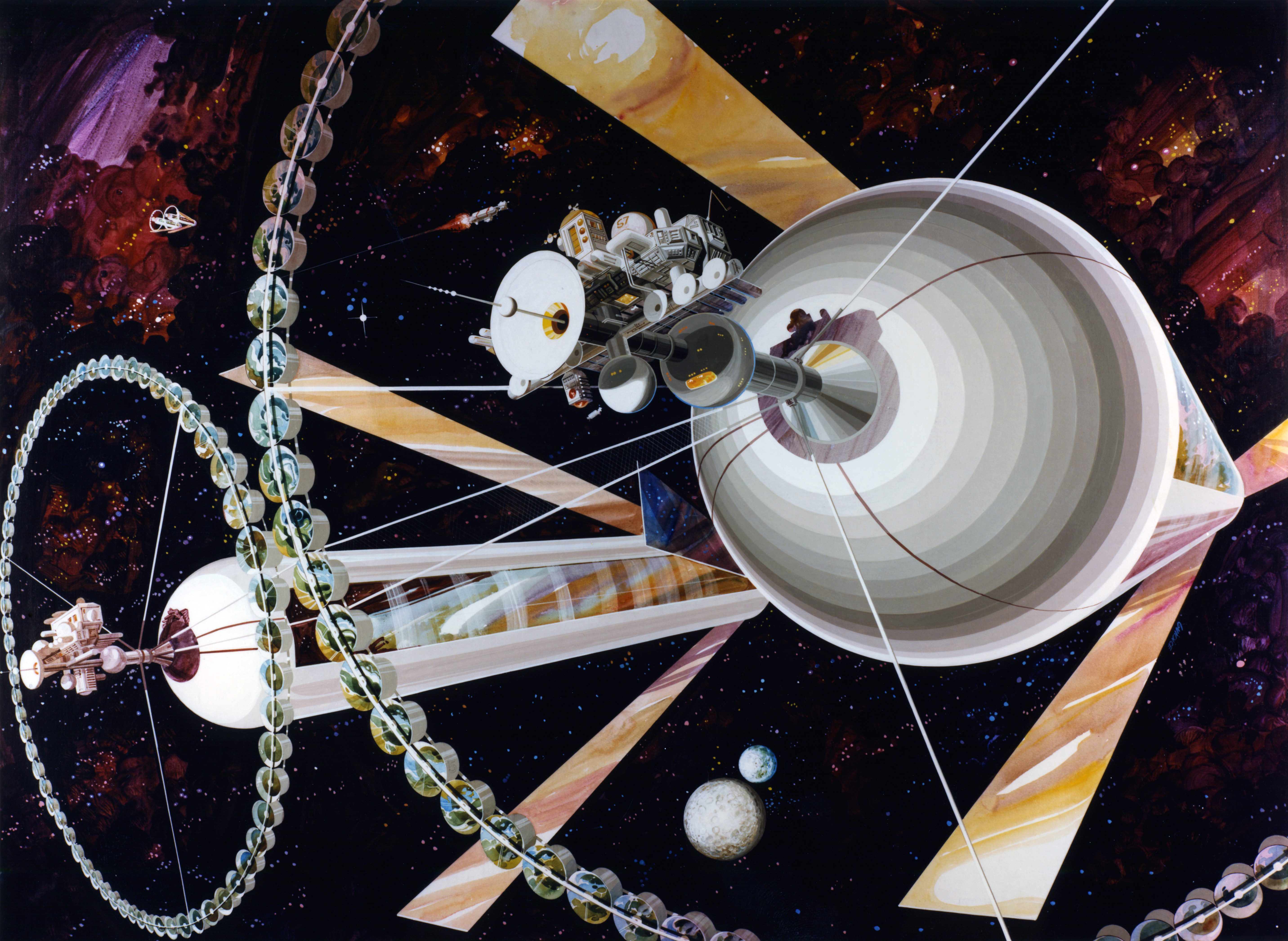
Циліндри О'Ніла[en]
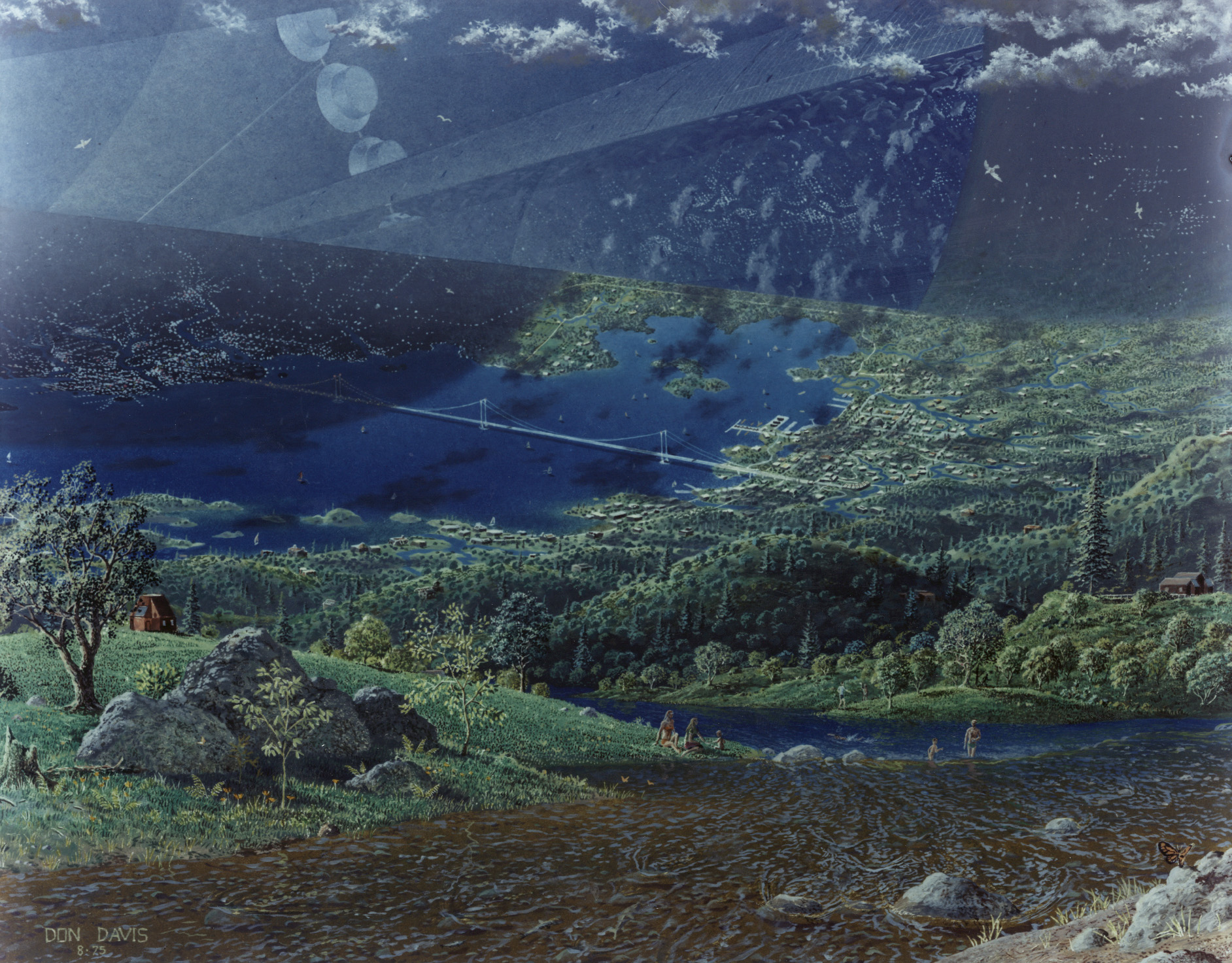
Внутрішня частина циліндра О'Ніла
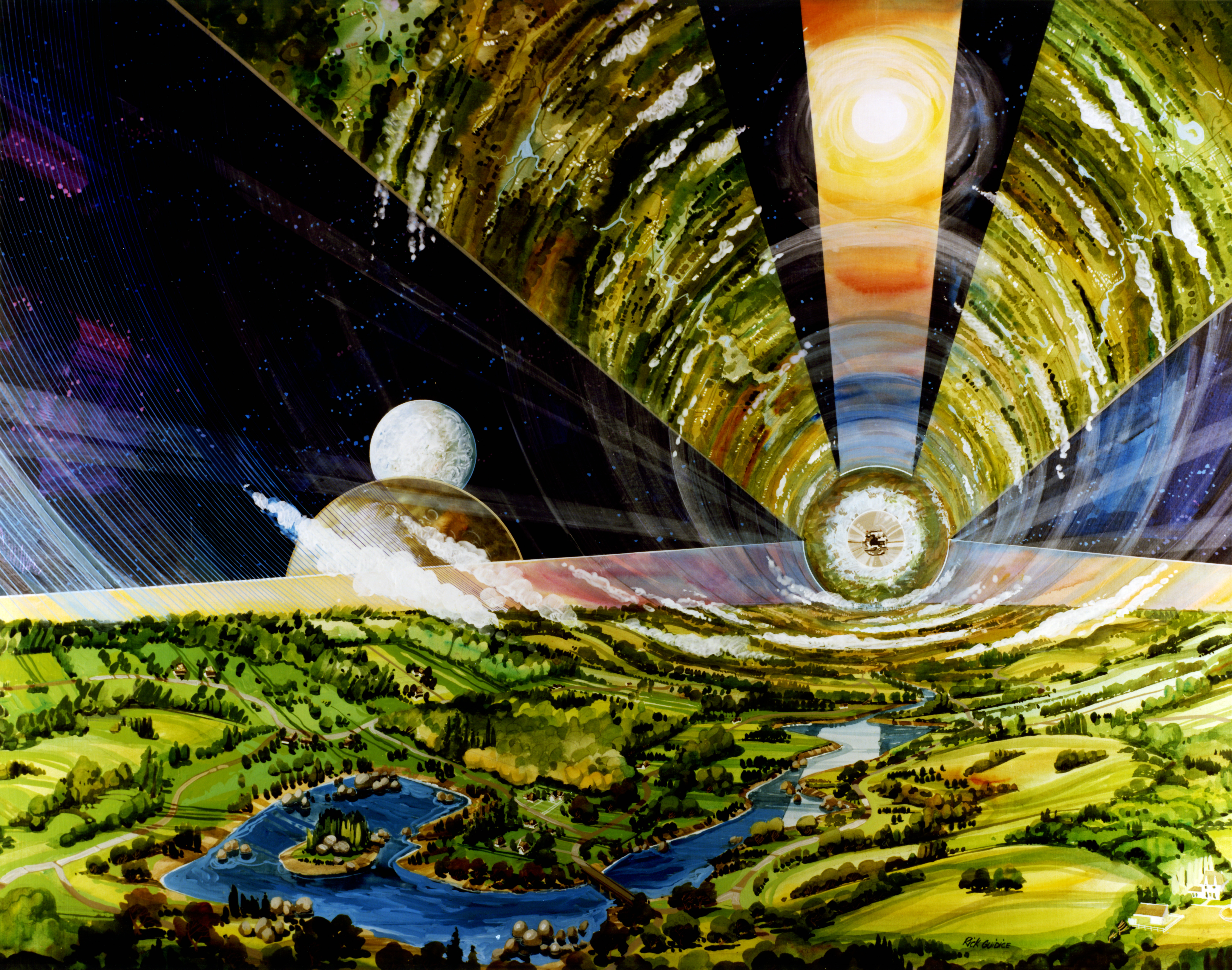
Внутрішня частина циліндра О'Ніла
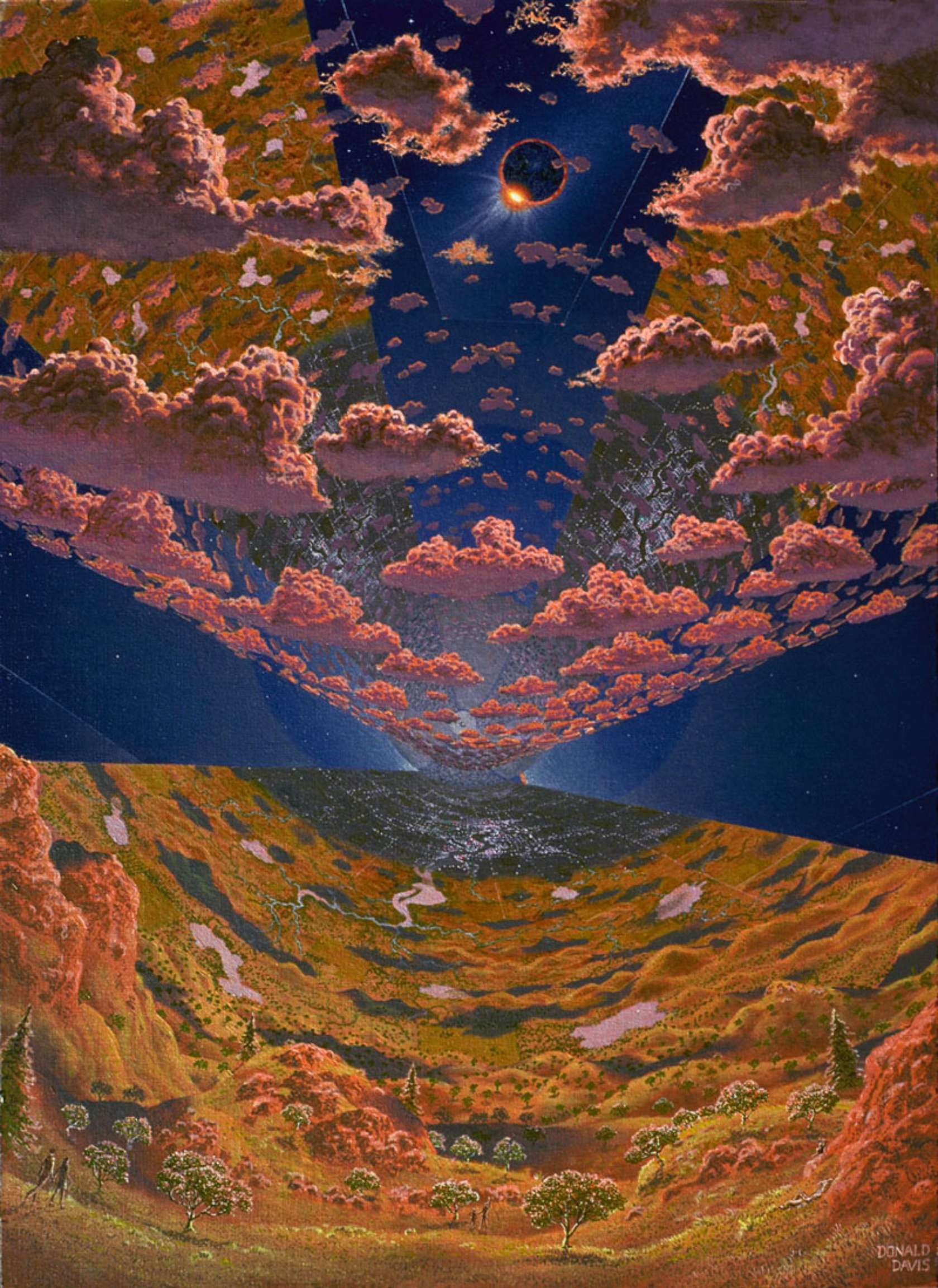
Захід Сонця всередині циліндра О'Ніла
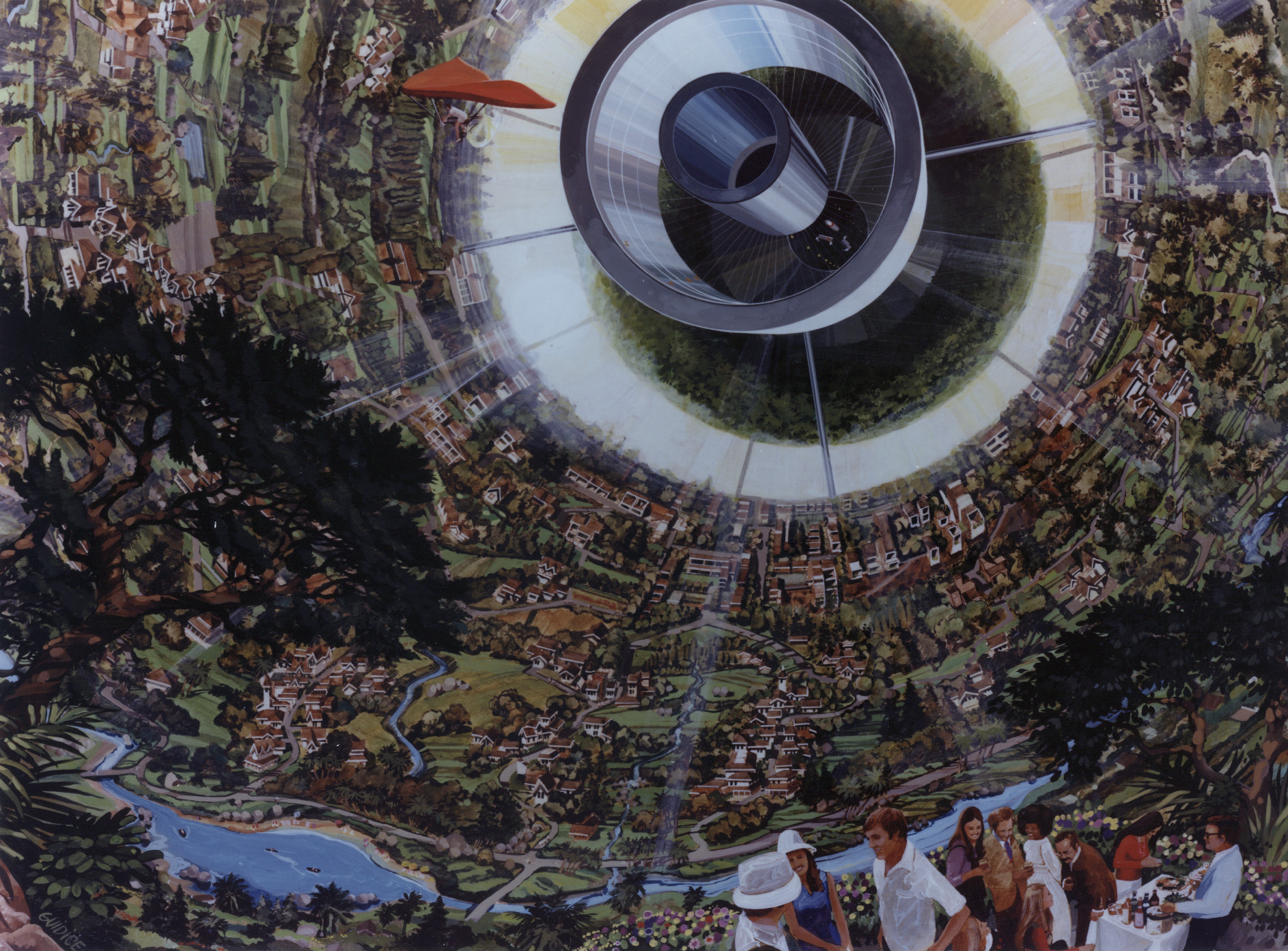
Інтер'єр сфери Бернала
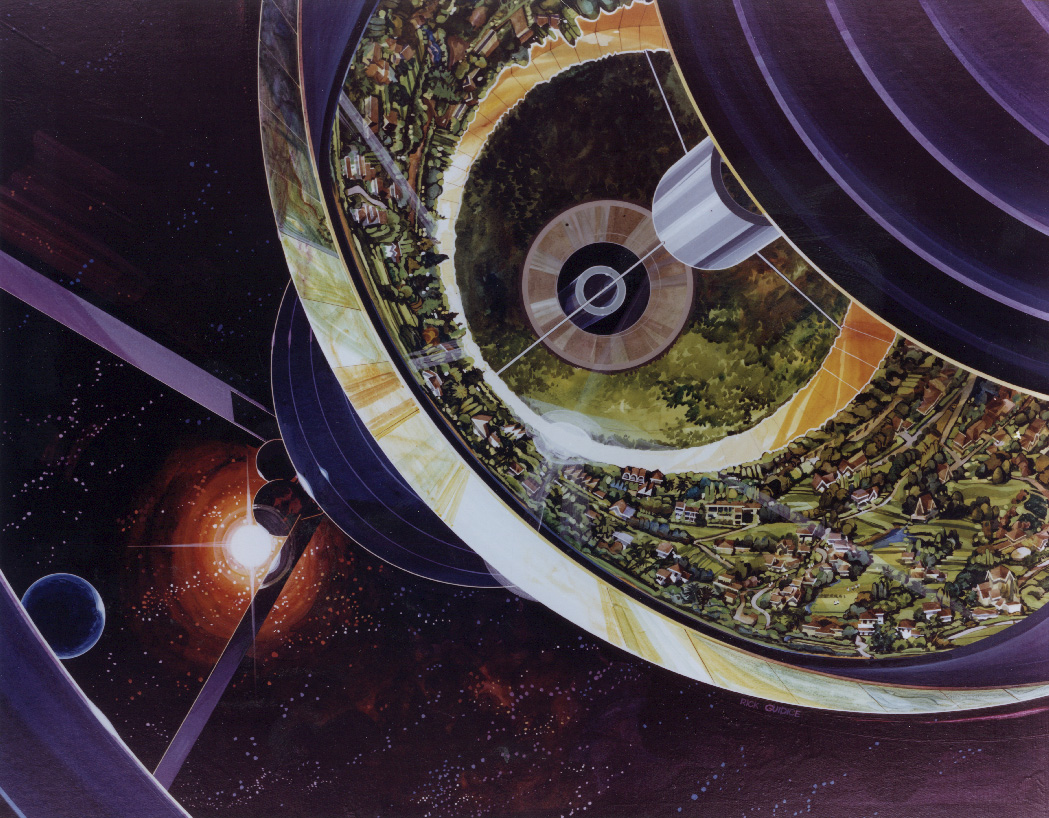
Розріз сфери Бернала
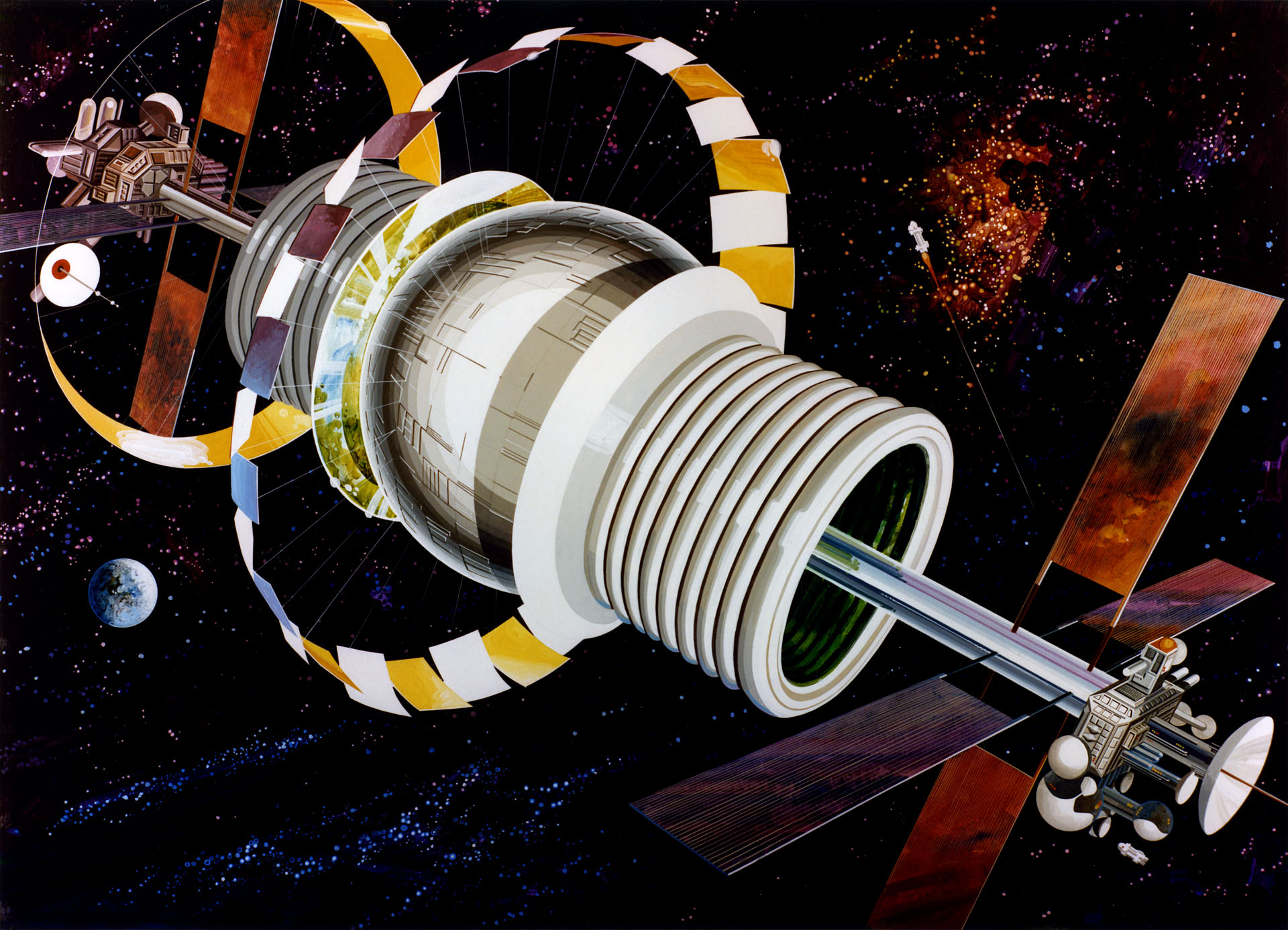
Зовнішній вигляд сфери Бернала
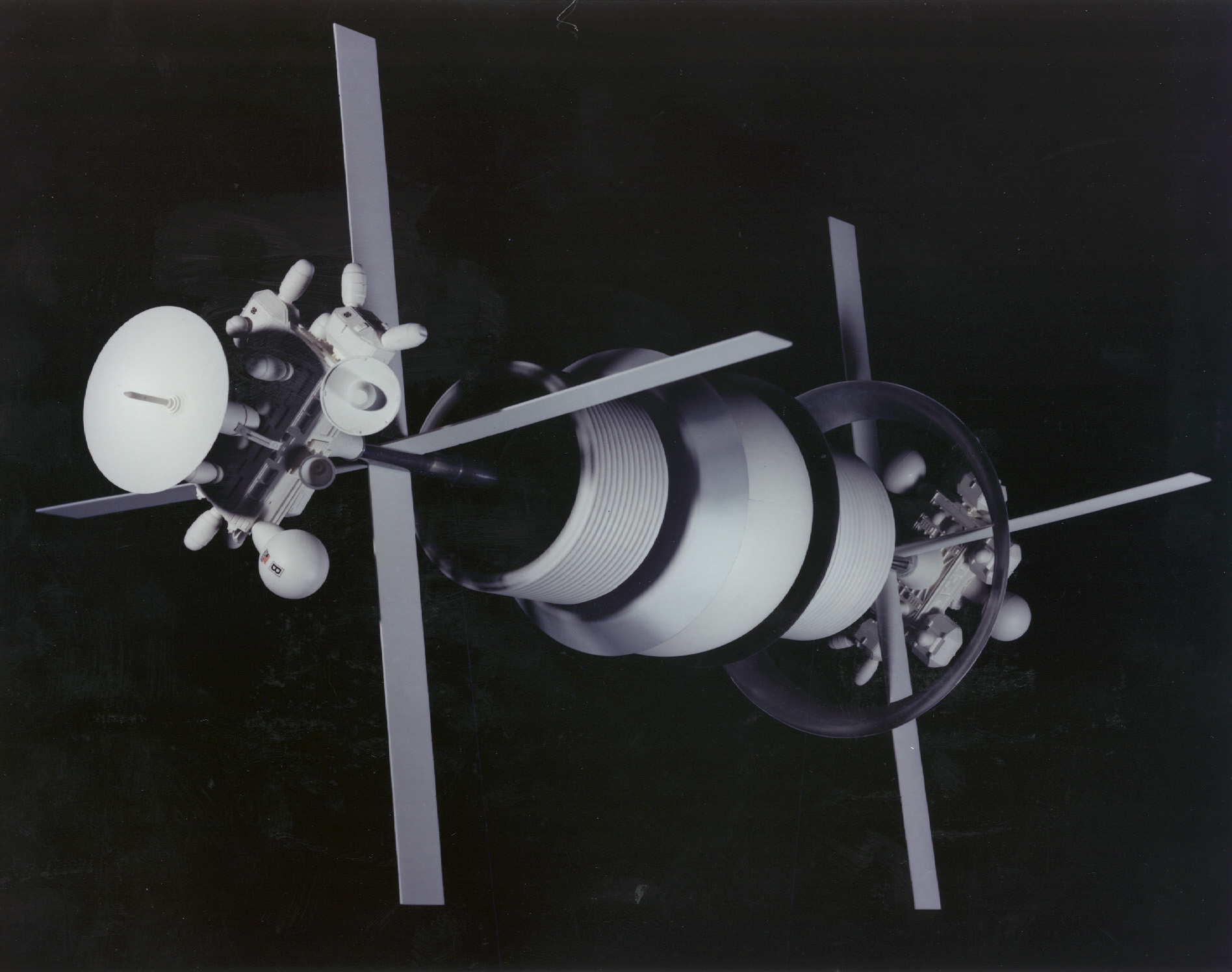
Зовнішній вигляд сфери Бернала
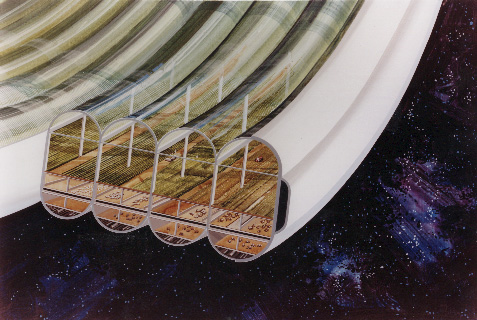
Сільськогосподарський модуль сфери Бернала
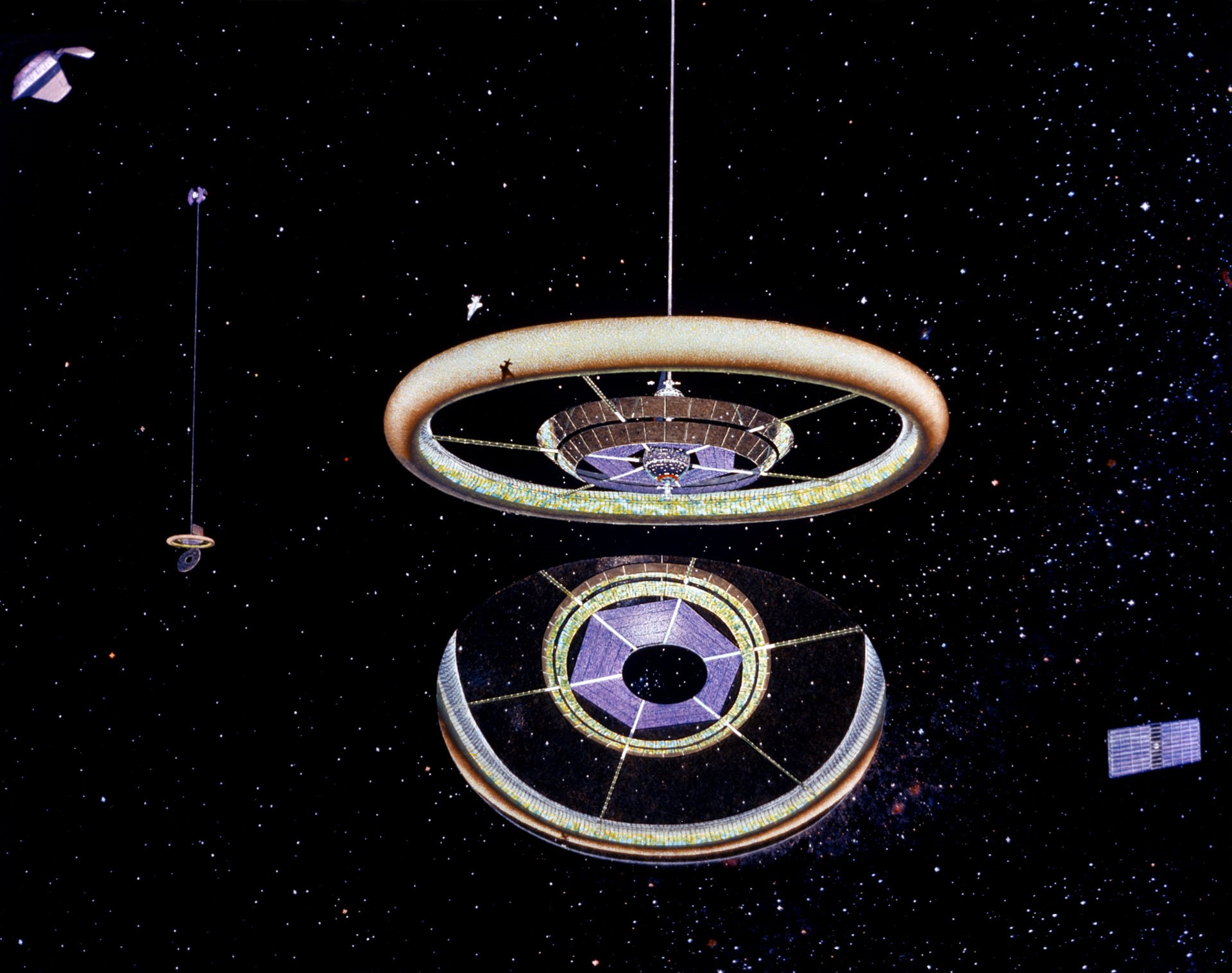
Стенфордський тор і його дзеркало
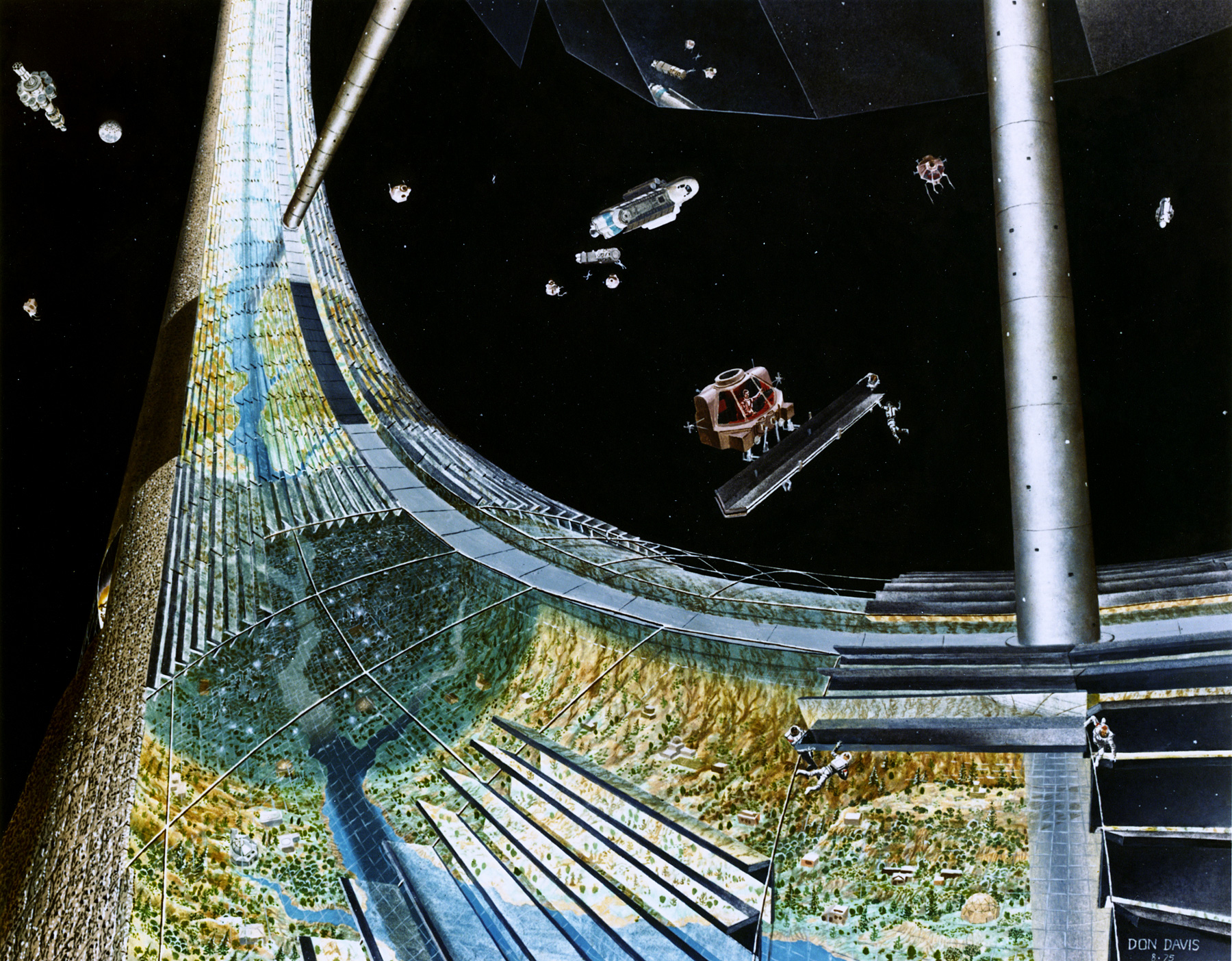
Будівництво стенфордського тора
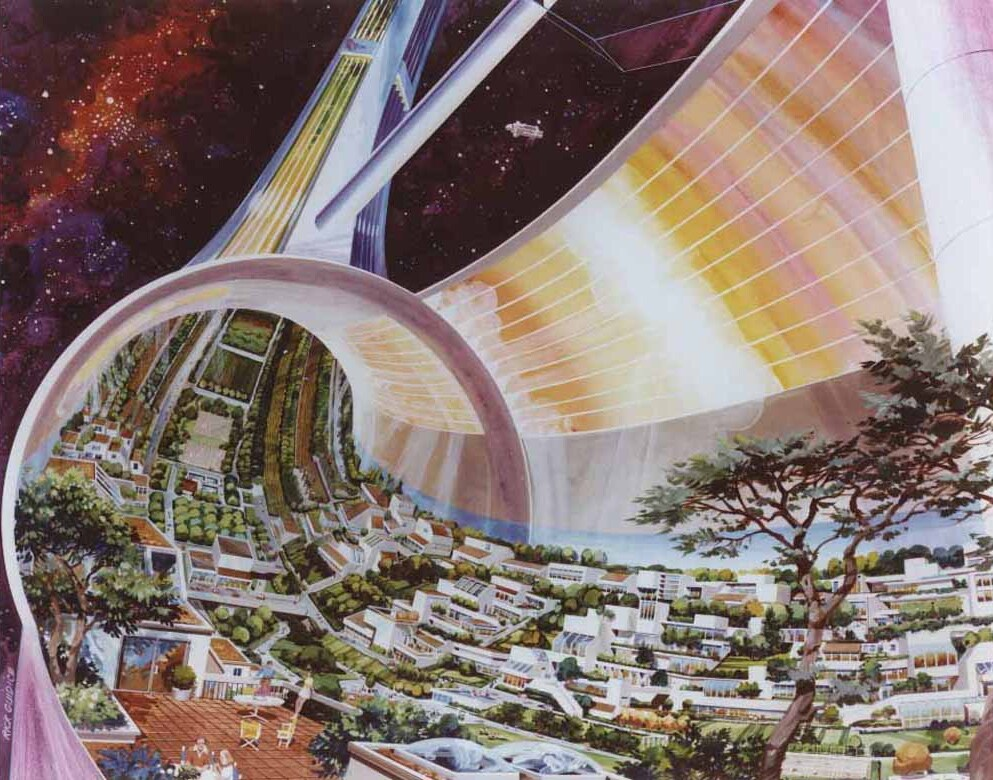
Стенфордський тор у розрізі
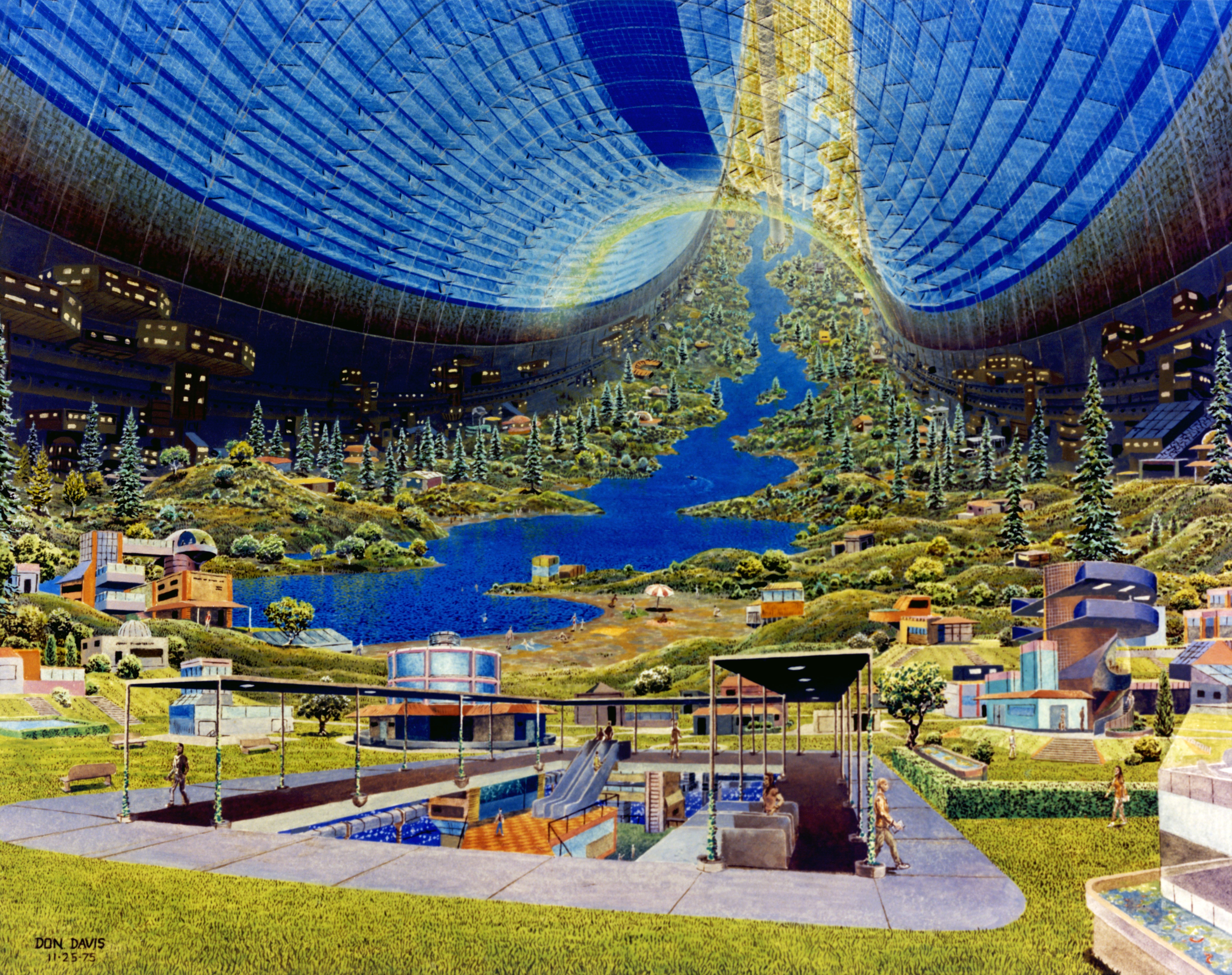
Всередині стенфордського тора
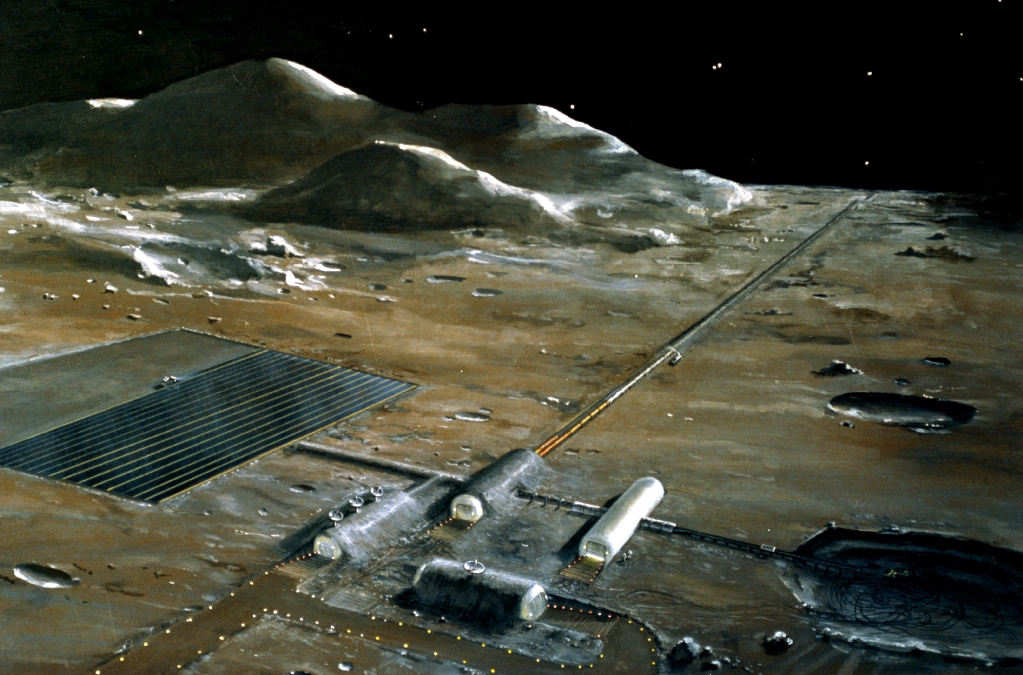
Місячна катапульта працює від сонячних батарей
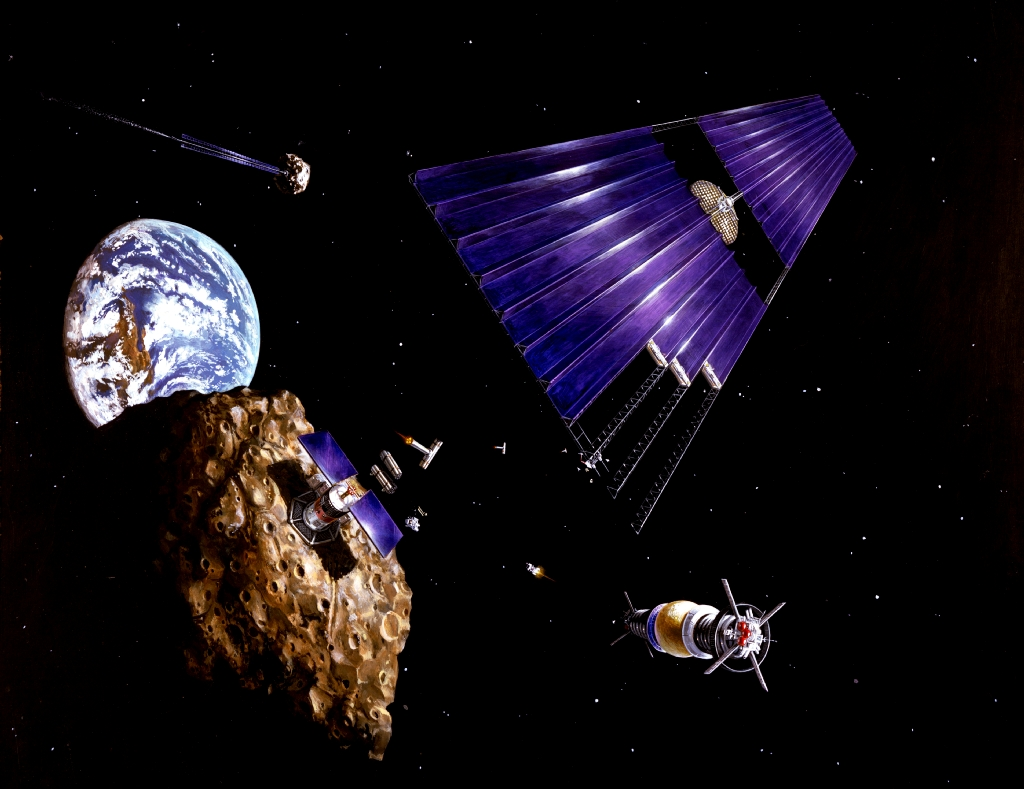
Сонячна батарея, побудована з астероїда зі сферою Бернала в нижньому правому куті